# 116 Tauri
116 Tauri är en blåvit stjärna i huvudserien i Oxens stjärnbild.
116 Tau har visuell magnitud +5,52 och befinner sig på ett avstånd av ungefär 425 ljusår.